# ميكا فالتري
ميكا فالتري (Mika Waltari؛ هلسنكي، 19 سبتمبر 1908 – هلسنكي، 26 أغسطس 1979) روائي فنلندي، عرف بروايته الأشهر (سنوحى المصري)

## تاريخ حياته
فقد فالتري والده القسيس اللوثري بسن الخامسة، شهد في طفولته الحرب الأهلية الفنلندية في هلسنكي.
التحق ب جامعة هلسنكي ليدرس اللاهوت ليحقق رغبة أمه، وسرعان ما هجر دراسة اللاهوت ليدرس الفلسفة، وعلم الجمال، والأدب، وتخرج عام 1929.خلال دراسته، شارك بالكتابة في عدة مجلات، وكتب الشعر والقصة، وقام بنشر أول كتبه عام 1925.في عام 1927 ذهب ل باريس حيث كتب أول رواياته المهمة "الخداع الأكبر"، وهي قصة عن الحياة البوهيمية.من حيث أسلوب الرواية تعتبر هي المقابل الفنلندى لأعمال الكتاب الأمريكيين أعضاء جمعية الجيل الضائع.(في روايته التاريخية المغامر، والتي تقع أحداثها في القرن السادس عشر، البطل كان فنلندى ذهب إلى باريس في العشرينيات من عمره وعاش هناك حياة بوهيمية.) لفترة من الزمن كان والتارى عضوا في حركة الأدب الليبرالى، ولكن تغيرت نظرته السياسية والاجتماعية ليصبح من غلاة المحافظين.تزوج عام 1931 ولديه ابنة، أصبحت كاتبة أيضا.
خلال الثلاثينيات والأربعينيات من القرن العشرين، عمل فالتري بشكل مكثف ك صحفى وك ناقد، وكتب لعدد من الجرائد والمجلات، وسافر للعديد من دول أوروبا.قام بإدارة مجلة سومين كوفاهليتى (مجلة الصور الفنلندنية). في نفس الوقت استمر في كتابة الكتب في شتى الاتجاهات، متنقلا من مجال إلى آخر بكل سلاسة.جدول أعماله المشحون وصرامته في العمل جعلت حالته الصحية تسوء أكثر، ومن حين لآخر عانى من الأرق والاكتئاب لدرجة أجبرته على العلاج في المستشفيات.اشترك في المسابقات الأدبية ولاقى نجاحا في بعضها وذلك ليثبت جودة إنتاجه للنقاد، في إحدى هذه المسابقات ظهرت شخصيته الروائية الأشهر المفتش بالمو، المفتش الفظ في قسم شرطة هلسنكى، والذي ظهر في ثلاث روايات بوليسية، حولت كلها لأفلام سينمائية.
كتب فالتري أيضا سيناريو الكارتون الشهير كيكو جا كايكو، وكتب كتاب إرشادى ليلهم الكتاب والذي أثر على كتاب أصغر سنا مثل كالي بآتلو.

### حرب الشتاء
خلال حرب الشتاء (1939-1940) وحرب الاستمرار (1941-1944)، عمل فالتري مركز استعلامات الحكومة، ليوظف مواهبه الأدبية في البروباجندا السياسية.شهد عام 1945 نشر أول وأنجح رواياته التاريخية سنوحى المصري.موضوعها المتمثل في فساد القيم الإنسانية في العالم المادى بدا بوضوح كنتيجة لأحداث الحرب العالمية الثانية، وأصبح الكتاب من احسن الكتب مبيعا عالميا، وتم اقتباسه في فلم هوليودي بنفس الاسم عام 1954.كتب فالتري المزيد من الروايات التاريخية، تدور أحداثها في الحضارات القديمة المختلفة، من ضمنها رواية يوهانس أنجلوس، والتي تدور أحداثها خلال سقوط القسطنطينية عام 1453.في هذه الروايات التاريخية عبر بقوة عن تشاؤمه الشديد، وأيضا في روايتين تدور أحداثهما زمن الامبراطورية الرومانية عن إدانته المسيحية. بعد الحرب، كتب العديد من القصص القصيرة، وظهرت موهبته وأستاذيته في هذا الفن أيضا، وأصبح عضو في أكاديمية العلوم والآداب الفنلندية في عام 1957 ونال دكتوراة فخرية من جامعة توركو عام 1970.
في هذه الروايات، وأعطى تعبيرا قويا عن تشاؤمه الشديد، وأيضا، في اثنين من الروايات الواردة في الامبراطورية الرومانية، لإدانته المسيحية.
فالتري من أغزر الكتاب الفنلنديين إنتاجا. كتب على الأقل 29 رواية، و 15 مجموعة قصصية قصيرة، 6 مجموعات من القصص الخرافية، 6 مجموعات شعرية، و 26 مسرحية، كذا سيناريوهات، تمثيليات اذاعية، قصص واقعية، ترجمات، مئات المراجعات والمقالات.و هو الأشهر عالميا بين الكتاب الفنلنديين، وترجمت أعماله لأكثر من اربعين لغة.

### روايات
- غريب جاء للمزرعة (Vieras mies tuli taloon، 1937)
- سنوحى المصري (Sinuhe egyptiläinen، 1945)
- المغامر (Mikael Karvajalka، 1948)
- غروب تاجر مسامير (Neljä päivänlaskua، 1949)
- الهائم (Mikael Hakim، 1949)
- الملاك الأسود (Johannes Angelos، 1952)
- الاتريورى (Turms kuolematon، 1955)
- سر المملكة (Valtakunnan salaisuus، 1959)
- الرومان (Ihmiskunnan viholliset، 1964)

### قصص قصيرة
- وجه القمر (Kuun maisema، 1953)
- شجرة الأحلام (Koiranheisipuu، 1961)

## روابط خارجية
- ميكا فالتري على موقع IMDb (الإنجليزية)
- ميكا فالتري على موقع الموسوعة البريطانية (الإنجليزية)
- ميكا فالتري على موقع مونزينجر (الألمانية)
- ميكا فالتري على موقع ميوزك برينز (الإنجليزية)
- ميكا فالتري على موقع قاعدة بيانات الأفلام السويدية (السويدية)
- ميكا فالتري على موقع ديسكوغز (الإنجليزية)
- ميكا فالتري على موقع قاعدة بيانات الفيلم (الإنجليزية)